# هلوی هملینن
هلوی هملینن (انگلیسی: Helvi Hämäläinen; ۱۶ ژوئن ۱۹۰۷ – ۱۷ ژانویهٔ ۱۹۹۸) مؤلف (پدیدآور)، شاعر، و نویسنده اهل فنلاند بود.
وی همچنین برندهٔ جوایزی همچون جایزه اینو لینو شده‌است.